# Marechal da voivodia
Marechal da voivodia (polonês: Marszałek województwa, alemão: Woiwodschaftsmarschall) é na Polônia o cargo oficial mais alto do Poder executivo da autogestão de uma voivodia. O Marechal da voivodia é nomeado pelo "pequeno parlamento" (sejmik). O Marechal da voivodia é ao mesmo tempo o presidente da administração da voivodia. O seu substituto e chamado de vice-marechal.